# Катастрофа Ту-124 под Мурманском (1965)
Катастрофа Ту-124 под Мурманском в 1965 году — авиационная катастрофа, произошедшая в среду 10 ноября 1965 года на озере Килпъявр близ Мурманска. Авиалайнер Ту-124В Ленинградского ОАО авиакомпании «Аэрофлот» выполнял плановый внутренний рейс SU-099 по маршруту Ленинград — Мурманск, но при посадке в Мурманском аэропорту Килпъявр лайнер врезался в лёд озера Килпъявр. Погибли 32 человека на борту из 64 — 57 пассажиров и 7 членов экипажа.

## Самолёт
Ту-124В с бортовым номером СССР-45086 (заводской — 5351801, серийный — 18-01) выпущен ХГАПП 21 августа 1965 года, то есть являлся совсем новым. За два месяца эксплуатации лайнер имел 357 лётных часов и 300 посадок.Его салон имел вместимость на 56 пассажиров. 13 сентября того же года самолёт поступил Главному управлению гражданского воздушного флота и его направили в Ленинградский авиаотряд Северного (впоследствии — Ленинградского) управления ГВФ.

## Экипаж
Ту-124 пилотировал экипаж из 205-го лётного отряда, состав которого был:
Командир воздушного судна (КВС) — Д. С. Неклюдов
Второй пилот — Д. А. Кунешов
Штурман — Ю. М. Вишнев
Бортмеханик — В. И. Романов
Бортрадист — Ф. И. Петров
В салоне самолёта работала стюардесса А. Е. Арцыбашева
Дополнительным членом экипажа был диспетчер Чистяков.

## Хронология событий
В 14:21 рейс 99 вылетел из ленинградского аэропорта Шоссейная, его выполнял Ту-124В борт СССР-45086. На его борту находилось 64 человека — 57 пассажиров (то есть салон был заполнен полностью) и 7 членов экипажа. После подъёма занял эшелон FL330 (10 100 метров).
Над Мурманском небо было затянуто рваными слоисто-кучевыми облаками с просветами, нижняя граница около 200—300 метров. В 15:50, за 7 минут до расчётного времени посадки с экипажем связался диспетчер мурманского аэропорта Килпъявр (Килп-Явр), который передал информацию о погоде (сплошная облачность с нижней границей 260 метров, снегопад, видимость 1500 метров) и дал указание снижаться до 2400 метров. Вскоре он дал команду на снижение до 700 метров, а также дал указания по заходу на посадку с магнитным курсом 215°.
При прохождении высоты 800 метров командир выполнил четвёртый разворот чуть раньше, в результате чего вышел из него на 800 метров раньше, но продолжил снижение. Расположенный в 7100 метрах от взлётно-посадочной полосы (ВПП) ДПРМ самолёт прошёл левее на 400 метров. Экипаж осуществлял снижение до высоты 180 метров к БПРМ, расположенному в 2400 метрах от полосы, когда Ту-124 неожиданно попал в сильный снегопад. Однако командир не прекратил снижение лайнера. В это время с экипажем связался диспетчер и ошибочно назвал неверное расстояние до аэропорта — 2800 метров, а также, что они пролетели БПРМ. Взглянув на землю, командир самолёта в темноте увидел огни, которые принял за начало полосы. Однако на самом деле это были огни домика БПРМ, тогда как до полосы было ещё два с лишним километра. Не зная истинной ситуации, командир увеличил скорость снижения самолёта до 8—9 м/с.

### Катастрофа
В 15:57, пролетев 273 метра после БПРМ и недолетев 2127 метров до торца ВПП, Ту-124 ударился о лёд озера Килпъявр, расположенного между БПРМ и аэродромом. От удара оторвало левое полукрыло, после чего самолёт развернуло и начало тащить по льду. В 347 метрах от точки первого удара у фюзеляжа оторвало пилотскую кабину, которую отнесло в сторону на 166 метров. Также оторвало и правое полукрыло. Проскользив по льду 565 метров от места первого удара, фюзеляж наконец остановился, после чего, проломив лёд, начал быстро тонуть. Также начала тонуть и пилотская кабина. Из здания БПРМ прибежали солдаты, которые стали помогать пассажирам выбраться наружу. Тем не менее, в катастрофе погибли 32 человека: 30 пассажиров и 2 члена экипажа (штурман и диспетчер).

## Причина
Основной причиной названо нарушение экипажем захода на посадку в сложных метеоусловиях, в результате чего Ту-124 снижался ниже посадочной траектории. В сложившихся условиях экипаж обязан прервать посадку и уходить на второй круг. Ещё одной из причин катастрофы стала невнимательность малоопытного диспетчера, который назвал неверное удаление самолёта от аэропорта, чем дезинформировал экипаж. Аэропорт не был оборудован курсо-глиссадной системой и огнями подхода между БПРМ и ВПП, в районе БПРМ наблюдения за погодой не велось.